# غلدرة بالا
غلدرة بالا (بالإنجليزية: Gol Darreh-ye Bala)‏ هي قرية تقع في قسم جلغة الريفي في إيران.